# Largidae
Largidae (Amyot & Serville, 1843)  è una famiglia di insetti fitofagi dell'ordine Rhynchota Heteroptera, superfamiglia dei Pyrrhocoroidea. Cosmopolita, comprende oltre un centinaio di specie.

## Descrizione
Sono insetti di medie o grandi dimensioni, spesso con livrea ornata da vistosi colori. Il capo ha antenne e rostro di 4 segmenti ed è privo di ocelli. Le emielitre hanno la membrana suddivisa in più cellule basali da cui si diramano 7-8 nervature. L'addome è provvisto di tre tricobotri ventrali per segmento negli uriti III-VI e due nell'urite VII.

## Sistematica
La sistematica dei Largidae è incerta e controversa, per quanto concerne sia l'inquadramento della famiglia sia la suddivisione interna . Per circa 80 anni la tesi prevalente era quella di considerare il raggruppamento come sottofamiglia dei Pyrrhocoridae e ancora oggi alcuni Autori adottano questa classificazione. Piuttosto strette sono le relazioni morfologiche con i Lygaeidae, al punto che alcuni schemi tassonomici comprendono i Largidi e i Pirrocoridi nella superfamiglia dei Lygaeoidea . Per quanto concerne la suddivisione interna esistono posizioni differenti in merito all'inquadramento di un raggruppamento sopragenerico al rango di sottofamiglia o di tribù. Secondo la classificazione di SCHUH & SLATER (1995)  e SCHAEFER (2000) , la famiglia si suddivide in due sole sottofamiglie:
- Larginae
- Physopeltinae

Nel complesso, la famiglia comprende oltre un centinaio di specie ripartite fra 15 generi.